# 105 mm działo bezodrzutowe M40
M40 – amerykańskie działo bezodrzutowe kalibru 105 mm opracowane w latach 50. XX wieku jako rozwinięcie nieudanej konstrukcji M27, używane m.in. podczas wojny wietnamskiej.
Działo M40 przystosowane jest do strzelania trzema typami amunicji – kumulacyjną (HEAT), przeciwpancerną odkształcalną (HESH) oraz odłamkową (AP-T).
Broń często montowana była na pojazdach, m.in. na samochodach M38A1, M151 MUTT oraz HMMWV. Działa M40 stanowiły też podstawowe uzbrojenie niszczyciela czołgów M50 Ontos.
Działa bezodrzutowe M40 zostały wycofane ze służby w amerykańskich siłach zbrojnych na początku lat 70. XX wieku, gdy zostały zastąpione przez wyrzutnie przeciwpancernych pocisków kierowanych BGM-71 TOW. Do dziś broń używana jest jednak przez armie wielu państw świata.